# MPL Communications
MPL Communications (pour McCartney Productions Limited) est un label discographique américano-britannique, fondé par Paul McCartney, basé au 1 Soho Square à Londres, et au 41 W 54th Street à New York.

## Histoire
Le label est fondé en février 1969 par Paul McCartney à l'origine sous le nom de Adagrove Limited avant de changer de nom pour McCartney Productions Limited en août 1969. Le logo de MPL représente un homme qui jongle avec deux planètes et la lune.
MPL possède un large éventail de documents protégés par le droit d'auteur — couvrant près de 100 ans de musique — de compositeurs tels que Paul McCartney, Buddy Holly, Carl Perkins, Jerry Herman, Frank Loesser, Meredith Willson, Harold Arlen et bien d'autres, avec des chansons telles que Rock-a-Bye Your Baby with a Dixie Melody (rendue célèbre par Al Jolson), I'm Glad There Is You, Blue Suede Shoes, et That'll Be the Day. Des chansons de Lennon-McCartney telles que Love Me Do et P.S. I Love You sont intégrées au catalogue à la fin des années 2010, après que McCartney a conclu un accord avec Sony/ATV Music Publishing, détenteur de longue date du catalogue des Beatles, permettant au coauteur de récupérer ses chansons cinquante-six ans après leur publication initiale. MPL contrôle également 25 filiales.
En 1976, MPL achète les droits nord-américains du catalogue Edwin H. Morris and Co. à Morris en personne, ainsi que la plupart des compositions de Buddy Holly, et, en 2003, les droits sur les œuvres de Carl Perkins. L'acquisition de Holly est suivie par le lancement par McCartney du Buddy Holly Day, un concert organisé chaque année entre 1976 et 1999. En outre, MPL a acquis des droits sur d'autres reprises enregistrées par les Beatles, ainsi que sur des enregistrements en solo de John Lennon, McCartney, Ringo Starr et Denny Laine.

## Marque déposée
En octobre 2006, le Registre des marques de Londres a signalé que MPL Communications avait entamé une procédure de dépôt de marque pour le nom de McCartney sur des produits commercialisables.